# East Cornwall League
De East Cornwall League is een Engelse regionale voetbalcompetitie uit Cornwall. Sinds 2006/07 zijn er 2 divisies en de Premier Division bevindt zich op het 12de niveau in de Engelse voetbalpyramide. De kampioen kan een aanvraag doen om te promoveren naar de South Western League, clubs die laatste worden kunnen degraderen naar de Duchy League.

## Recente kampioenen
- 1990-91 - St Blazey Reserves
- 1991-92 - St Dennis
- 1992-93 - Liskeard Athletic Reserves
- 1993-94 - Liskeard Athletic Reserves
- 1994-95 - Nanpean Rovers
- 1995-96 - Saltash United Reserves
- 1996-97 - Nanpean Rovers
- 1997-98 - Callington Town
- 1998-99 - Callington Town
- 1999-00 - St Dennis
- 2000-01 - Liskeard Athletic Reserves
- 2001-02 - Liskeard Athletic Reserves
- 2002-03 - Foxhole Stars
- 2003-04 - Liskeard Athletic Reserves
- 2004-05 - Foxhole Stars
- 2005-06 - Saltash United Reserves